# 亨利·阿尼爾
亨利·阿尼爾（1990年12月17日—）是一名愛沙尼亞足球運動員，司職前鋒，現效力於香港超級聯賽球隊理文 。安尼亞曾效力於多個國家的球會，包括意大利、蘇格蘭、德國、挪威、瑞典、芬蘭、南韓、泰國及香港。此外，他也是愛沙尼亞國家足球隊的成員之一，代表國家隊出戰多次國際賽事。他在足球事業中的成就包括在2021年榮獲愛沙尼亞足球甲級聯賽最佳射手。

## 球會生涯

### 科羅拉
安尼亞年少時為青訓系統培養出的球員，2007年他外借至乙組球會瓦爾加勇士，期間並=他在24場聯賽中攻入13球。2008年1月，安尼亞獲得提拔進入科羅拉一隊，3月8日在甲組聯赛迎戰卡里魯中完成他的聯賽首秀。同年3月29日，年僅17歲零103天的安尼亞在對塔林卡勒夫的比賽中攻入了他在甲組聯赛中的首個入球，協助科羅拉以3-0獲勝，也成為了科羅拉在甲組聯赛中最年輕的進球者。
2009年8月，安尼亞外借至義大利的，代表球隊參加意大利青年少足球聯賽。
2010年7月，安尼亞返回到科羅拉，他在2010年賽季的16場比賽中攻入13個入球，贏得他的第一個愛沙尼亞甲組聯赛冠軍。翌季安尼亞再次協助科羅拉衛冕聯赛冠軍，並為球隊攻入21個入球。。

### 維京
2011年12月20日，安尼亞與挪威超級足球聯賽球會維京簽下一份為期三年的合約。他在2012年3月26日的超級足球聯賽中迎戰辛尼斯Ulf首次上陣，當時維京在對手的主場以2-2賽和。

### 費德列斯達
2013年4月4日，安尼亞以借用身份加入挪威球會費德列斯達，租借期至7月15日。

### 馬瑟韋爾
2013年7月29日，安尼亞最初的六個月租借的形式加入蘇格蘭超級聯賽球會馬瑟韋爾，是經由他的愛沙尼亞國家隊隊友亨利克·奧查馬亞推薦下加盟，奧查馬亞在前一個月離開這家球會。他於2013年8月1日在歐霸盃外圍賽第三圈第一回合對庫班首次代表馬瑟韋爾亮相，但球隊以0-2負於對手。安尼亞於2013年8月4日首次在蘇格蘭超級聯賽亮相，第69分鐘替換羅伯特·麥克休（Robert McHugh）出場，並攻入唯一進球，幫助球隊客場以1-0擊敗喜伯年.。2014年1月10日，安尼亞以兩年半的合同正式轉會加盟馬瑟韋爾，他在2013-14年賽季中在所有比賽中為「鋼人隊」上陣37場攻入9球。

### 奧厄
2014年6月19日，安尼亞和他的弟弟漢內斯·阿尼爾（Hannes Anier）與德國乙組球隊奧厄簽訂為期三年的合同。他於2014年8月9日對波琴的比賽中首次代表球隊亮相，但球隊以1比5大敗。安尼亞在奧厄出場8次，但在新主教練托米斯拉夫·斯蒂皮奇（Tomislav Stipić）的領導下難以打進一隊。

### 登地聯
2015年1月15日，安尼亞回到蘇格蘭超級聯賽，與登地聯簽訂為期兩年半的合同。他於2015年1月21日在對聖米倫的比賽中首次代表球隊，助球隊客場以1-1戰平對手。在2015-16年賽季，登地聯在蘇格蘭超級聯賽降級，2016年8月8日安尼亞與登地聯解除合約。

### 理文
2023年7月9日，香港超級聯賽球會理文宣佈簽入安尼亞。首季即協助理文奪得聯賽冠軍。

## 榮譽
科羅拉
- 愛沙尼亞足球甲級聯賽：2010、2011
- 愛沙尼亞盃：2007–08、2008–09、2010–11
- 愛沙尼亞超級盃：2009、2011

 理文
- 香港超級聯賽：2023–24

個人
- 香港足球明星選舉 明星十一人（2023–24季度）

## 外部連結
- Soccerway資料庫：亨利·阿尼爾